# УР-67
Установка разминирования — образца 1967 года (УР-67) — советская боевая машина (БМ), установка разминирования. 
БМ инженерных войск ВС Союза ССР была создана на базе плавающего бронетранспортёра БТР-50ПК. Принята на вооружение в 1968 году. В 1978 году взамен УР-67 был налажен выпуск установок разминирования следующего поколения УР-77. В настоящее время (2010 год) УР-67 в войсках и силах ВС России отсутствуют. УР-67 способна проделывать проходы в противотанковых минных полях во время боя. Ширина прохода составляет около 6 метров, а длина — от 80 до 90 метров. Несмотря на то, что УР-67 не предназначена для разминирования противопехотных мин, установка может расчищать противопехотные минные поля от американских мин нажимного действия M14, создавая проходы шириной до 14 метров. Разминирование осуществляется путём воздействия ударной волны от взрыва заряда на взрыватель мины. Впрочем, полное разминирование не гарантируется. Так, например, могут остаться целыми мины, имеющие взрыватели двукратного нажатия (например, мина ТМ-62 со взрывателем МВД-62 или Mk 7 со взрывателем № 5 Mk 4), противопехотные мины натяжного действия. Не реагируют на взрывную волну магнитные, сейсмические и инфракрасные взрыватели.

## Описание конструкции
Установка разминирования представляет собой гусеничное бронированное шасси, созданное на базе БТР-50ПК, на котором размещена пусковая установка с двумя направляющими для зарядов разминирования и подъёмный механизм направляющих. В бывшем десантном отделении расположены два контейнера с зарядами разминирования. Спереди над гусеничной полкой по бортам находятся механизмы отцепки тормозного каната. Над моторно-трансмиссионным отделением, для крепления укладки тормозного каната, располагаются две специальные рамы.
В экипаж установки входят три человека:
- Механик-водитель;
- Оператор;
- Командир.

### Вооружение
В качестве основного вооружения используются заряды разминирования. Одна установка способна перевозить два заряда. Один заряд расчищает прямоугольник до 90×6 метров в минном поле. Установка УР-67 может использовать заряды марок УЗ-67, УЗП-72, а также заряды УЗП-77, предназначенные для установок разминирования УР-77.
В процессе запуска заряда и разминирования, экипаж остаётся внутри машины. Время одного полного цикла разминирования составляет около трёх — пяти минут. Перезарядка занимает около 30—40 минут в зависимости от обученности и тренированности экипажа БМ.
| Таблица ТТХ зарядов, используемых установкой УР-67 |                 |              |        |              |                  |                   |                            |
| Марка заряда                                       | Длина заряда, м | Масса ВВ, кг | Тип ВВ | Дальность, м | Длина прохода, м | Ширина прохода, м | Год принятия на вооружение |
| УЗ-67                                              | 83              | 665          | Тротил | 200/350      | 75..80           | 6                 | 1967                       |
| УЗП-72                                             | 93              | 725          | ПВВ-7  | 500          | 80..90           | 6                 | 1972                       |
| УЗП-77                                             | 93              | 725          | ПВВ-7  | 250/500      | 80..90           | 6                 | 1977                       |

В качестве дополнительного вооружения на установке разминирования УР-67 имеется пулемёт СГМБ или ПКМБ.

## Операторы
- СССР — не менее 33 единиц УР-67, по состоянию на 1991 год[2], перешли к образовавшимся после распада государствам
- Азербайджан — 3 единицы на 2024 год[3]

## Служба и боевое применение

### Служба
- две установки состояли на вооружении инженерно-сапёрного батальона мотострелковой дивизии[1].
- 6 установок находились на вооружении в инженерно-штурмовом батальоне[1].
- 6 установок разминирования находились на вооружении 94-го гвардейского отдельного штурмового инженерно-сапёрного батальона ККВО (инженерно-штурмовых батальонов в ВС СССР в 1970—1980 годах не было). Эти установки после замены их в 1977 году на УР-77, были отправлены в Ирак, где находились на хранении в базе Таджи под Багдадом[источник не указан 3513 дней].

### Боевое применение
- Война судного дня[4]